# Tomb Raider I-III Remastered
Tomb Raider I-III Remastered Starring Lara Croft es un videojuego de acción y aventura de disparos en tercera persona de 2024 desarrollado y publicado por Aspyr. Es una compilación remasterizada con nuevas texturas en general y modelos en 3D para la mayoría de los sprites de los primeros tres juegos de la serie Tomb Raider y sus paquetes de expansión, desarrollados originalmente por Core Design: Tomb Raider (1996), Unfinished Business (1997); un paquete de expansión que contiene nuevos niveles independientes, Tomb Raider II (1997), The Golden Mask (1998); un paquete de expansión, que contiene nuevos niveles centrados en la búsqueda de Lara para encontrar una máscara dorada en Alaska, Tomb Raider III (1998) y Tomb Raider III: The Lost Artefact (2000); una expansión independiente con seis nuevos niveles. Tomb Raider I-III Remastered se lanzó para Nintendo Switch, PlayStation 4, PlayStation 5, Windows, Xbox One y Xbox Series X/S el 14 de febrero de 2024. El juego recibió críticas mixtas por parte de los críticos.
Adicional incluye un Modo Fotografia, donde puedes cambiar la expresion, pose y vestuario de Lara Croft en cualquier momendo durante la partida, puedes optar por usar los controles tipo tanque tradicionales o controles modernos y tambien cambiar entre el estilo grafico visual clasico pixelado o el nuevo remasterizado con pulsar un boton en cualquier momento de la partida.

## Como se Juega
Tomb Raider I-III Remastered Starring Lara Croft es una colección de remasterizaciones de los primeros tres juegos de la serie Tomb Raider : Tomb Raider, Tomb Raider II y Tomb Raider III. Cada juego presenta a la arqueóloga y aventurera Lara Croft mientras viaja a través de una serie de ruinas y tumbas antiguas en busca de artefactos antiguos, y se presenta desde una perspectiva en tercera persona. Al igual que en los juegos originales, Lara está equipada con dos pistolas con munición infinita de forma predeterminada y puede correr, caminar (lo que evita que se caiga de las repisas), mirar alrededor de las áreas, saltar hacia adelante y hacia atrás, moverse a lo largo de las repisas, rodar, nadar. cuerpos de agua y mover bloques. La colección incluye nuevas funciones en los tres juegos, como opciones para elegir entre gráficos originales y mejorados y esquemas de control clásicos y modernos, así como bloqueo de cámara, barras de salud para batallas contra jefes, modo foto y más de 200 logros. 

## Desarrollo y lanzamiento
Tomb Raider I-III Remastered Starring Lara Croft se reveló el 14 de septiembre de 2023 durante un Nintendo Direct y se lanzó para Nintendo Switch, PlayStation 4, PlayStation 5, Windows, Xbox One y Xbox Series X/S el 14 de febrero de 2024 (coincidiendo con el cumpleaños de la protagonista principal de la serie, Lara Croft).  Incluye tres paquetes de expansión de la trilogía original: Unfinished Business, The Golden Mask y The Lost Artefact. El juego fue desarrollado y publicado por Aspyr, otra empresa del Grupo Embracer, en asociación con Crystal Dynamics; Aspyr previamente portó los primeros seis títulos de Tomb Raider a macOS. En respuesta a las preocupaciones de los fans sobre la falta de promoción y actualizaciones del juego antes de su lanzamiento, la cuenta de Twitter de Tomb Raider prometió que pronto tendría "mucho más para compartir". Aspyr también ha expresado interés en realizar más remasterizaciones de Tomb Raider en el futuro, incluidas The Last Revelation y Chronicles.
Aspyr, que quería volver a visitar los títulos originales de Tomb Raider pero siempre debatió "el enfoque correcto", sabía que usarían el código fuente y el motor originales, lo que permitiría a los jugadores volver a la apariencia original de los tres juegos.  El director de producto Chris Bashaar describió Remastered como una carta de amor a todos sus "recuerdos de estos juegos, pero también es realmente fascinante ver hasta qué punto el hardware presionó en los años 90 para que Tomb Raider funcionara".  Timur "XProger" Gagiev, desarrollador del motor de código abierto no oficial OpenLara de Tomb Raider, fue contratado para desempeñarse como director técnico de la remasterización, lo que le permitió "reunir un equipo de ensueño de verdaderos fanáticos" para trabajar en el proyecto, con la ayuda de " código fuente para los ports de Mac [ Tomb Raider ' " proporcionado por Aspyr.  Para la configuración moderna del controlador, el equipo se inspiró en la primera trilogía Tomb Raider reiniciada de Crystal Dynamics: Legend, Anniversary y Underworld. PushSquareBigList  Como resultado, la forma en que Lara controla el juego cambia significativamente; el jugador puede girar la cámara con el joystick derecho y el movimiento del personaje depende de la dirección según la posición de la cámara. Sin embargo, los controles originales del tanque están disponibles para los jugadores a través de un menú de alternancia.  El equipo agregó barras de salud para las peleas contra jefes, ya que la interfaz de usuario mínima de los juegos puede considerarse "frustrante para jefes más duros con grandes cantidades de salud", además de reemplazar los sprites 2D de los elementos del juego con modelos 3D.
Para el arte de Remastered, Aspyr trabajó estrechamente con Crystal Dynamics en actualizaciones de arte moderno, como efectos de iluminación "preparados y en tiempo real", alternancia de gráficos y adición de nuevos modelos, entornos y enemigos.  Según Crystal Dynamics, el equipo utilizó un programa de inteligencia artificial para mejorar las texturas de la remasterización.  Bashaar afirmó además: "Nuestra filosofía aquí era bastante sencilla; queremos que los juegos se vean como se veían en tu mente. Sabíamos que estábamos en el camino correcto en nuestras primeras pruebas de juego porque algunos probadores ni siquiera sabían que estaban jugando con el arte moderno se activó."  Crystal Dynamics agregó una advertencia de contenido única al inicio de Remastered, que advierte a los jugadores sobre lo que describe como "representaciones ofensivas de personas y culturas arraigadas en estereotipos raciales y étnicos". La advertencia explica que en lugar de "eliminar este contenido", han optado por presentarlo en su forma original e inalterada con la esperanza de "reconocer su impacto dañino y aprender de él".   
En 2018, Realtech VR intentó remasterizar los primeros tres títulos de Tomb Raider para Windows, pero no logró obtener el permiso de Square Enix . En 2022, tras su adquisición, Embracer Group expresó interés en secuelas, remakes y remasterizaciones de franquicias establecidas, incluido Tomb Raider . 

## Recepción
Tomb Raider I – III Remastered recibió "críticas generalmente favorables" para PlayStation 5 y "críticas mixtas o promedio" para Xbox Series X/S, Nintendo Switch y Windows, según el sitio web del agregador de reseñas Metacritic .     
Los críticos elogiaron varios aspectos, como las imágenes actualizadas, las nuevas funciones de juego y la fidelidad general a la trilogía original. Christian Donlan de Eurogamer escribió que los juegos han sido remodelados con texturas, modelos y objetos actualizados conservando la geometría original; Los elementos modernos se combinan bien, asemejándose a la estética clásica de Tomb Raider, con Lara Croft que recuerda su aparición en los primeros juegos de Crystal Dynamics, mejorada pero manteniendo su "carácter fantástico".  Tiago Manuel de Destructoid elogió el modo de fotografía del juego y la opción de cambiar entre gráficos clásicos y mejorados.  Sammy Barker de Push Square también destacó el modelo de carácter de Lara, calificándolo como "posiblemente el mayor logro".  Ellie Gibson de The Guardian escribió que la remasterización "conserva suficientes elementos preciados de los juegos para mantener contentos a los puristas".
 

El juego fue criticado por aspectos como sus modernos esquemas de control, dirección de arte y fallos técnicos. Barker calificó los controles modernos del juego como "molestos" y señaló la falta de una función de rebobinado como un "descuido flagrante".   Manuel encontró algunos de los modelos enemigos "con un aspecto ridículo" que "mata un poco la vibra".  Zac Bowden de Windows Central, aunque lo calificó como "un regreso [casi] perfecto a la era de los juegos de los 90", señaló que el juego, para permanecer fiel, conservó los sonidos originales sin "más ediciones", además de conservar el original. Escenas de vídeo de movimiento completo (FMV) que se mejoraron con IA para la remasterización.  Ash Parrish de The Verge también criticó los controles de tanque conservados en el juego por ser "un desastre torpe e incómodo", pero fue menos crítico con la iluminación,  mientras que Carrie Lambertsen de Screen Rant fue muy crítica con el juego, calificándolo de "más de un port que de un remaster".  John Walker de Kotaku encontró los nuevos controles "desastrosos" y calificó sus texturas actualizadas como "más suaves, pero bastante feas".

## Enlaces Externos
- Sitio web oficial
- Tomb Raider I-III Remastered en MobyGames

- Datos: Q123272433